# Chevrolet Equinox EV
La Chevrolet Equinox EV est un crossover compact électrique à batterie qui est fabriqué par General Motors sous la marque Chevrolet. Il a été introduit en janvier 2022 dans un ensemble d’images d’impression d’artiste au Consumer Electronics Show (CES) 2022 et il a été mis en vente en mai 2024 pour l’année modèle 2024. Il a reçu une conception et des fondements distincts de l’Equinox propulsé par moteur à combustion interne.

## Présentation
Lors de son introduction, General Motors a déclaré qu’il aura un prix de départ d’environ 30 000 $ US aux États-Unis et qu’il sera proposé avec les niveaux de finition LT et RS. L’Equinox EV sera équipé de batteries GM Ultium partagées avec d’autres véhicules électriques à batterie de GM. La société a également confirmé que le Blazer EV sera disponible au printemps 2023,.